# Штеттванг
Штеттванг (нім. Stöttwang) — громада в Німеччині, знаходиться в землі Баварія. Підпорядковується адміністративному округу Швабія. Входить до складу району Остальгой. Складова частина об'єднання громад Вестендорф.
Площа — 19,79 км2. Населення становить 1887 ос. (станом на 31 грудня 2020).

## Галерея

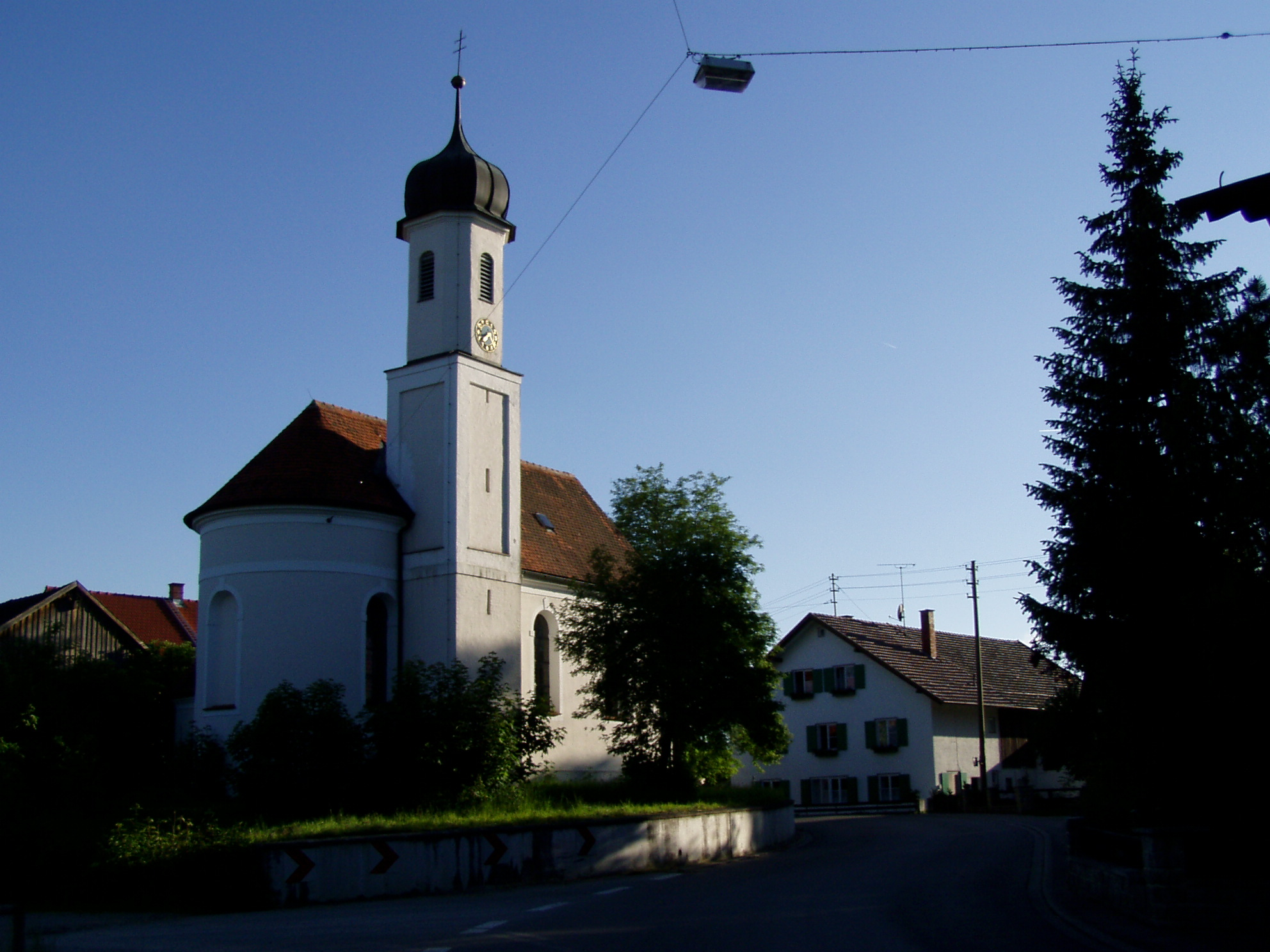